# Elysius ruffin
Elysius ruffin är en fjärilsart som beskrevs av William Schaus 1924. Elysius ruffin ingår i släktet Elysius och familjen björnspinnare. Inga underarter finns listade i Catalogue of Life.